# Tiefeinbau
Beim Tiefeinbau handelt es sich um ein Bauverfahren, das bei der Instandsetzung und Erneuerung von Straßen zum Einsatz kommt. Dabei wird zunächst die bestehende Straßenbefestigung teilweise oder vollständig ausgebaut. Anschließend erfolgt der Einbau von Beton oder Asphalt ohne Überschreitung der ursprünglichen Fahrbahnhöhen. Das Verfahren unterscheidet sich damit vom Hocheinbau, bei dem auf die vorhandene Straßenbefestigung Beton oder Asphalt eingebaut wird und die Fahrbahnhöhen nach dem Einbau mindestens 4 cm über dem Bestand liegen.
Verglichen mit dem Hocheinbau liegen die Kosten beim Tiefeinbau höher, da die Bauzeit länger ausfällt sowie Material ausgebaut und entsorgt werden muss. Vorteilhaft ist jedoch die höhere Qualität, da die Erneuerung im Tiefeinbau einem Neubau gleichkommt.

## Normen und Standards
Deutschland
- Richtlinien für die Standardisierung des Oberbaus von Verkehrsflächen (RStO 12)

Österreich
- RVS 03.08.64 Oberbauverstärkung von Asphaltstraßen

Schweiz
- SN 640 324 Dimensionierung des Strassenaufbaus; Unterbau und Oberbau